# أدولف توميجو
أدولف توميجو هو مبارز بالسيف فرنسي، مثّل بلاده في الألعاب الأولمبية الصيفية 1900.

## روابط خارجية
أدولف توميجو على موقع أوليمبيديا (الإنجليزية)